# 萊安·勞爾森
萊安·勞爾森（丹麥語：Ryan Laursen；1994年4月14日—）是一位丹麥足球運動員。在場上的位置是後衛。他現在效力於丹麥足球超級聯賽球隊艾斯比約聯足球俱樂部。他也代表丹麥U21國家隊參賽。